# Acrolophus perrensella
Acrolophus perrensella är en fjärilsart som beskrevs av Walsingham 1887. Acrolophus perrensella ingår i släktet Acrolophus och familjen Acrolophidae. Inga underarter finns listade i Catalogue of Life.